# Amara sanjuanensis
Amara sanjuanensis är en skalbaggsart som beskrevs av Hatch. Amara sanjuanensis ingår i släktet Amara och familjen jordlöpare. Inga underarter finns listade i Catalogue of Life.